# ستيفن وليامز (مصمم أزياء)
ستيفن وليامز (بالإنجليزية: Stephen Williams)‏ هو مصمم أزياء بريطاني، ولد في 14 يوليو 1964 في مانشستر في المملكة المتحدة.